# Джеймі Кеннеді
Джеймі Кеннеді (англ. Jamie Kennedy; нар. 25 травня 1970) — американський комік, кіноактор, телепродюсер та сценарист. Відомий ролями у фільмах «Ромео+Джульєта», «Крик», «Крик 2», «Ворог держави», «Син Маски» тощо.

## Фільмографія
| Рік       |    | Українська назва                                       | Оригінальна назва                       | Роль                                            |
| --------- | -- | ------------------------------------------------------ | --------------------------------------- | ----------------------------------------------- |
| 1989      | ф  | Спілка мертвих поетів                                  | Dead Poets Society                      | Екстра                                          |
| 1994      | с  | VR Troopers                                            | VR Troopers                             | Елмо (серія «Cybertron»)                        |
| 1994      | с  | Каліфорнійські мрії                                    | California Dreams                       | різні (2 серії)                                 |
| 1995      | с  | Нещасливі разом                                        | Unhappily Ever After                    | різні (3 серії)                                 |
| 1995      | с  | Еллен                                                  | Ellen                                   | Тед (2 серії)                                   |
| 1996      | ф  | Ромео+Джульєта                                         | Romeo + Juliet                          | Самсон                                          |
| 1996      | ф  | Крик                                                   | Scream                                  | Ренді Мікс                                      |
| 1997      | кф |                                                        | Coax                                    | Джеймі                                          |
| 1997      | ф  | Бонгвотер                                              | Bongwater                               | Томмі                                           |
| 1997      | тф | На краю невинності                                     | On the Edge of Innocence                | Люк Кенді                                       |
| 1997      | с  | Примхи науки                                           | Perversions of Science                  | космонавт Джон (серія «Panic»)                  |
| 1997      | ф  | Крик 2                                                 | Scream 2                                | Ренді Мікс                                      |
| 1997      | ф  | Краще не буває                                         | As Good as It Gets                      | вуличний злодій                                 |
| 1998      | ф  | Старстрек                                              | Starstruck                              | Джордж Гордон Флінн                             |
| 1998      | ф  | Ворог держави                                          | Enemy of the State                      | Джеймі                                          |
| 1999      | ф  | Кльовий хлопець                                        | Bowfinger                               | Дейв                                            |
| 1999      | ф  | Три королі                                             | Three Kings                             | Волтер                                          |
| 2000      | с  |                                                        | Stark Raving Mad                        | Дуббс (серія «My Bodyguard»)                    |
| 2000      | ф  | Бойлерна                                               | Boiler Room                             | Адам                                            |
| 2000      | ф  | Крик 3                                                 | Scream 3                                | Ренді Мікс                                      |
| 2000      | ф  | Приманка                                               | Bait                                    | агент Блум                                      |
| 2000      | с  | Спеціальні                                             | The Specials                            | Амок                                            |
| 2000      | мс | Домашні коти                                           | Slacker Cats                            | Баклі                                           |
| 2001      | ф  | Доктор Дулітл 2                                        | Dr. Dolittle 2                          | Пес№2                                           |
| 2001      | ф  | Джей і мовчазний Боб завдають удару у відповідь        | Jay and Silent Bob Strike Back          | асистент Чака                                   |
| 2001      | ф  | Велике кіно Макса Кібла                                | Max Keeble's Big Move                   | продавець морозива                              |
| 2001      | ф  | Досить, коли ти плачеш                                 | Pretty When You Cry                     | Альберт Страка                                  |
| 2001—2002 | с  | Da Möb                                                 | Da Möb                                  | Растер (7 серій)                                |
| 2002      | ф  |                                                        | Bug                                     | Двайт                                           |
| 2002      | с  | Нічні бачення                                          | Night Visions                           | Марк Стівенс (серія «Cargo»)                    |
| 2003      | ф  | Розшукуються в Малібу                                  | Malibu's Most Wanted                    | Бред Глюкмен                                    |
| 2003      | ф  | Кохання все змінює                                     | Sol Goode                               | Джастін Сакс                                    |
| 2003—2004 | мс | Король гори                                            | King of the Hill                        | Баклі (різні ролі, 2 серії)                     |
| 2004      | мс | Crank Yankers                                          | Crank Yankers                           | Воллі Палумбо (серія «2.23»)                    |
| 2004      | ф  | Гарольд і Кумар відриваються                           | Harold & Kumar Go to White Castle       | Creepy Guy                                      |
| 2005      | ф  | Син Маски                                              | Son of the Mask                         | Тім Евері/Маска                                 |
| 2005      | мф | Динотопія: У пошуках Рубі Санстоун                     | Dinotopia: Quest for the Ruby Sunstone  | Тім Евері/Маска                                 |
| 2005      | с  | Життя з Френом                                         | Living with Fran                        | телеведучий (серія «Who's the Parent?»)         |
| 2006      | ф  | Фарс пінгвінів                                         | Farce of the Penguins                   | Джеймі                                          |
| 2006      | с  |                                                        | Mind of Mencia                          | Вілл Пілоубітер (серія «Stereotype Olympics»)   |
| 2007      | с  | Криміналісти: мислити як злочинець                     | Criminal Minds                          | Флойд Феллін Феррел (2 серії)                   |
| 2008      | с  | Жнець                                                  | Reaper                                  | Раян Мілнер (серія «Hungry for Fame»)           |
| 2008      | ф  | Екстремальне кіно                                      | Extreme Movie                           | Матеус                                          |
| 2008—2010 | с  | Та, що говорить з привидами                            | Ghost Whisperer                         | Елай Джеймс (45 серій)                          |
| 2009      | ф  | Пошук Блаженства                                       | Finding Bliss                           | Дік Гардер                                      |
| 2009      | мф | Цікавий Джордж 2: Слідами мавп                         | Curious George 2: Follow That Monkey!   | Данно Вольф                                     |
| 2009—2013 | мс | Шоу Клівленда                                          | The Cleveland Show                      | різні (24 серії)                                |
| 2009—2014 | мс | Фенбой і Чам Чам                                       | Fanboy & Chum Chum                      | різні (19 серій)                                |
| 2010      | ф  | Кафе                                                   | Cafe                                    | дилер                                           |
| 2010      | с  | Еврика                                                 | Eureka                                  | доктор Ремзі (серія «The Story of O2»)          |
| 2011      | ф  | Весняні канікули '83                                   | Spring Break '83                        | Бальзак                                         |
| 2012      | ф  | Змінюючи правила                                       | Bending the Rules                       | Тео Голд                                        |
| 2012      | ф  | Хороші вчинки                                          | Good Deeds                              | Марк Фріз                                       |
| 2012      | ф  | Неймовірні пригоди американця у Вірменії               | Lost & Found in Armenia                 | Білл                                            |
| 2014      | ф  | Похмільні ігри                                         | The Hungover Games                      | Джастміч                                        |
| 2014      | тф | Після                                                  | The After                               | Девід                                           |
| 2014      | ф  | Бермудські щупальця                                    | Bermuda Tentacles                       | доктор Ціммерн                                  |
| 2015      | ф  | Бадді Гатчінс                                          | Buddy Hutchins                          | доктор Ціммерн                                  |
| 2015      | ф  | Інші плани                                             | Other Plans                             | Натан Маккеон                                   |
| 2015      | мс | Стар проти сил зла                                     | Star vs. the Forces of Evil             | Геліос (серія «Royal Pain»)                     |
| 2015      | ф  | Тремтіння землі 5: Кровна спорідненість                | Tremors 5: Bloodlines                   | Тревіс Велкер                                   |
| 2015      | ф  | Пісок                                                  | The Sand                                | Алекс                                           |
| 2016      | с  | Серцебиття                                             | Heartbeat                               | доктор Келеган (8 серій)                        |
| 2016      | в  | Невелика примара: Ви знайомі з моїм другом вурдалаком? | Mostly Ghostly: One Night in Doom House | Симон                                           |
| 2017      | ф  | Прогулянка слави                                       | Walk of Fame                            | Г'юго                                           |
| 2017      | с  | Люцифер                                                | Lucifer                                 | Енді Клейнбург (серія «Stewardess Interruptus») |
| 2018      | ф  | Спінінгова людина                                      | Spinning Man                            | Росс                                            |
| 2018      | ф  | Тремтіння землі 6                                      | Tremors: A Cold Day in Hell             | Тревіс Велкер                                   |
| 2019      | ф  | До зірок                                               | Ad Astra                                | Пітер Белло                                     |